# 아사이 키요미
아사이 키요미(浅井清己, 1974년 4월 12일 ~ )는 일본의 여성성우.
마우스 프로모션 소속. 도쿄도 출신.

## 출연작품

### TV 애니메이션
1996년
- 명탐정 코난 (아나운서, 학생B)

1997년
- 열화의 염 (모리카와 간코(프리메라))

1999년
- GTO (만화)(아사노 마유코, 미야자키, 올테거)

2000년
- 학교괴담 (에토 아야)

2001년
- 마법소녀 고양이 타루토(캔디)
- 그래플러 바키 (니나, 쿄코)
- 진 샤프트 (휸)

2002년
- 베리베리 뮤우뮤우 (타르트, 폰챠(20화), 아나운스)
- 최종병기 그녀 (세이코)
- 나루토 (아게하, 휴우가 하나비)
- 기강선녀 로우란 (소년기 야마토)

2003년
- 마탐정 로키 라그나로크 (그린 부르스티)
- 탐정학원Q (여고생)
- 네가 바라는 영원 (다이쿠우지 아유)
- 은하 철도 이야기 (제인)
- 최유기RELOAD (윤파)
- 무인혹성 서바이브 (메노리(유소기))

2004년
- 초변신 코스∞프레이어 (이코 스)
- 히트를 노려라! (하야사카 미쿠)
- LOVE♥LOVE? (하야사카 미쿠)
- 마이 히메 (미유 그리아)
- 신무월의 무녀 (이즈미)
- 블리치 (리리넷)

2005년
- IGPX (제시카 다린)
- 마이 오토메 (미유, 칼라 베리니)

2006년
- 푸르릉! 물방울 (마미)

2007년
- DARKER THAN BLACK -흑의 계약자- (쥬라이)

2009년
- 티어즈 투 티아라 -화관의 대지- (에포나)

### OVA
2003년
- HAND MAID 마이 (사이버돌 아이)

2004년
- 아카네 매니악스 (다이쿠우지 아유)
- 오쟈마녀 도레미 비·이·밀 (사토 나츠미)
- 왕도둑JING in Seventh Heaven (천사)

2006년
- 아유아유 극장 (다이쿠우지 아유)
- 마이 오토메 Zwei (미유)

2007년
- 네가 바라는 영원 ~Next Season~ (다이쿠우지 아유)

2008년
- 마이 오토메 0~S.ifr~ (미유)

### 인터넷
2006년
- 아유마유 극장 (다이쿠우지 아유)

### 게임
2001년
- 디지캐럿 판타지 (웬디)
- Love Songs 아이돌은 클레스 메이트 (미즈키 유카)
- 네가 바라는 영원 (다이쿠우지 아유)

2002년
- 로맨스는 검의 빛II (침)

2003년
- InfantariaXP (밀리아 셜리) : 오오하나 돈 (大花どん) 명의

2004년
- Like Life PC판 (린도지 키즈나, 오키루) : 오오하나 돈 (大花どん) 명의
- 센티멘탈 프렐류드 (아야사키 히나노)
- 나이트 위저드 마법대전 ~The Peace Plan to Save the World~ (사사라 세임, 아네모토 사쿠라) : 오오하나 돈 (大花どん) 명의

2005년
- 추색연화 (토쿠라 마유) : 오오하나 돈 (大花どん) 명의
- Like Life an hour PS2판 (린도지 키즈나, 오키루)
- Tears to Tiara PC판 (에포나) : 하쿠토 유리아 (ほくとゆりあ) 명의
- 사쿠라 대전V ~안녕 사랑스런 그대여~ (란마루)
- 쿠사리 (카타기리 메구미) : 하쿠토 유리아 (ほくとゆりあ) 명의
- 데보의 둥지 (알테아 펜릴) : 오오하나 돈 (大花どん) 명의

2006년
- 알페지오 ~너에대한 멜로디~ (아와사카 하루) : 오오하나 돈 (大花どん) 명의
- 마브러브 올터네이티브 18금판 (일마 테스레프) : 大友清里 명의
- PRINCESS WALTZ (리젤 헨젤, 카네다 리코)
- 록맨 젝스 (루알 지 어비스로이드)
- 마브러브 올터네이티브 전연령판 (일마 테스레프)

2007년
- 언젠가, 닿을, 저 하늘에. (고젠) : 오오하나 돈 (大花どん) 명의
- 프리미티브 링크 (이즈미 릿카) : 오오하나 돈 (大花どん) 명의
- 변덕스러운 무지개빛 사랑의 날씨는 비 (사기노미야 히요리) : 오오하나 돈 (大花どん) 명의
- 가장 끝자락의 이마 풀 보이스판 (이츠키 후에코) : 오오하나 돈 (大花どん) 명의

2008년
- 창해의 황녀들 (리노 바데) : 오오하나 돈 (大花どん) 명의
- 새벽의 호위 (츠키) : 오오하나 돈 (大花どん) 명의
- 새벽의 호위~프린시펄들의 휴일~ (츠키) : 오오하나 돈 (大花どん) 명의

2009년
- 우리들에게 날개는 없다 (히노 에리코) : 오오하나 돈 (大花どん) 명의